# Mercury de Phoenix
Pour les articles homonymes, voir Mercury.
Maillots
Actualités
Le Mercury de Phoenix (en anglais : Phoenix Mercury, « le Mercure de Phoenix ») est une franchise de basket-ball féminin de la ville de Phoenix, membre de la WNBA. Le Phoenix Mercury fait partie des huit équipes originelles de la WNBA, datant de la création de cette NBA féminine en 1997. La franchise est liée à celle des Suns de Phoenix.

## Historique

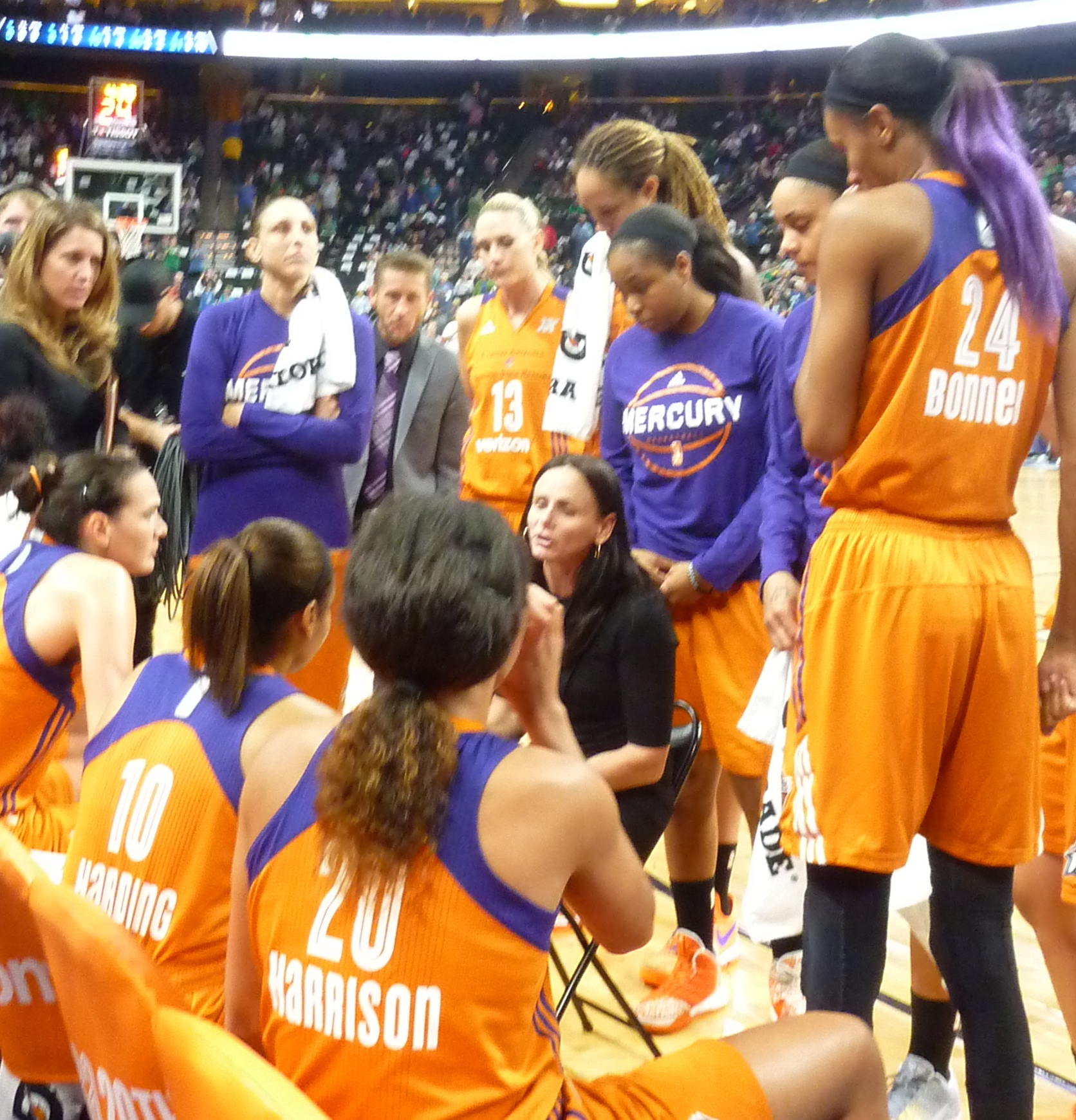
Un temps mort du Mercury en 2016.

Avec Nancy Lieberman, l’Australienne Michele Timms, Jennifer Gillom et Bridget Pettis, le Mercury atteint les playoffs en 1997, 1998 et 2000, atteignant même les Finales WNBA en 1998. Ce noyau de joueuses brisé, l'équipe n'atteint plus les playoffs.
En 2004, Phoenix choisit la star du championnat universitaire Diana Taurasi (issue des Huskies du Connecticut) comme premier choix de la draft. Elle obtient la récompense de meilleure débutante de la saison, mais n'accède pas aux play-offs ses deux premières saisons. L'équipe se renforce en 2006 avec la sélection de Cappie Pondexter en deuxième choix de la draft 2006.
Le nouvel entraîneur Paul Westhead apporte à Phoenix un style de jeu plus rapide (run-and-gun). Westhead devient le premier entraîneur champion NBA à remporter également le championnat WNBA, en 2007. Son style de jeu d'offensive à outrance est conservé par son ancien assistant Corey Gaines, qui mène lui aussi le Mercury au titre en 2009.
En 2009, la franchise est la première de la ligue à conclure un partenariat de sponsoring des maillots de l'équipe.
En 2014, le Mercury remporte son troisième titre face au Sky de Chicago par trois victoires à zéro mais dans un style très différent des deux précédents. En 2007 et 2009, le Mercury avait la meilleure attaque de la ligue, mais aussi la dernière défense avec un différentiel respectivement de 3,6 et 3,7 points, alors qu'en 2014 si Phoenix a toujours la meilleure attaque, la franchise avait aussi la seconde meilleure défense avec 9,4 points de marge moyenne. L'équipe de 2014 du Mercury est considérée comme une des plus performantes de l'histoire de la ligue avec cinq joueuses à plus de 10 points de moyenne : Diana Taurasi (16,2), Brittney Griner (15,6), Candice Dupree (14,5), Penny Taylor (10,5) et DeWanna Bonner (10,4). Pour l'année suivante, sans Diana Taurasi, l'équipe signe Monique Currie.
En décembre 2021, la franchie se sépare de son entraîneuse Sandy Brondello.
En décembre 2022, Mat Ishbia, le président de United Wholesale Mortgage (en), devient le nouveau propriétaire majoritaire du Mercury en remplacement de Robert Sarver. Il devient aussi propriétaire des Suns de Phoenix. Au total, Ishbia dépense 4 milliards de dollars. Le changement doit être approuvé par la WNBA,.

### Logos

Évolution du logo
Logo de 1997 à 2010.
Logo depuis 2011.

## Palmarès
- Champion WNBA (3) : 2007, 2009 et 2014.
- Champion de Conférence (3) : 2007, 2009 et 2014.

## Maillot retiré
- 7. Michele Timms
- 13. Penny Taylor

## Saison 2021
Le Mercury enregistre un bilan de 19 victoires pour 13 défaites et se qualifient les play-offs et pour la première fois depuis 2014 atteignent les Finales, perdues face au Sky de Chicago. Brittney Griner est la meilleure joueuse de l'équipe avec 21,8 points et 9,5 rebonds par rencontre.

## Saison 2020
Remerciée au cours de la saison par les Mystics, Shey Peddy est signée par le Mercury.

## Saison 2018
Le Mercury a le meilleur bilan de la ligue fin juin avec 13 succès pour 5 revers, mais perd alors Sancho Lyttle sur blessure pour le reste de la saison. La franchise conclut la saison régulière avec la cinquième place avec une dernière victoire sur le Liberty grâce notamment à 23 points de DeWanna Bonner.

## Saison 2016
Le Mercury enregistre le retour de Diana Taurasi et Penny Taylor. Peu avant le début de la saison, Monique Currie est transférée aux Stars de San Antonio contre un second tour de la draft WNBA 2017. Le Mercury commence la saison par quatre défaites de rang, une série inédite depuis 2008 pour la franchise de l'Arizona.
Son contrat rompu par le Liberty alors qu'elle se rend disputer le Tournoi préolympique, Lindsey Harding signe une fois la qualification pour Rio acquise, avec le Mercury, qui rompt le contrat de la rookie Nirra Fields. Le 25 juin 2016, le Mercury acquiert l'ancienne All-Star du Sun Kelsey Bone contre l'arrière rookie Courtney Williams, les droits Jillian Alleyne sélectionnée au second tour de la draft WNBA 2016, et le second tour de la draft WNBA 2017 précédemment acquis par Connecticut auprès des Stars de San Antonio. Alors qu'en 2015 ses statiques atteignaient 15,4 points à 50,8 % d'adresse et 6,3 rebonds, elles n'étaient plus en 2016 que de 10,4 points à 43,3% et 5,4 rebonds. Le manager général de Phoenix Jim Pitman se déclare néanmoins enthousiaste : « Les échanges en cours de saison impliquent rarement des All-Star comme Kelsey Bone. Bien qu'elle ne soit qu'à sa quatrième saison, Kelsey est un talent reconnu de notre ligue et nous croyons que ce transfert fait de nous une meilleure équipe aujourd'hui et pour demain. Elle est une compétitrice, elle prend des rebonds, elle est de grande taille, elle joue fort et dur. Nous sommes très excités de son potentiel. » Le même jour, les droits WNBA d'Angelica Robinson récupérés du Storm de Seattle contre l'arrière Noelle Quinn (1,6 point en 13 rencontres en 2016).
Qualifié de justesse pour les play-offs (16 victoires - 18 défaites) , le Mercury bat le Fever de l'Indiana puis le Liberty de New York sur les matches couperet en une manche et accède aux demi-finales face au champion en titre le Lynx du Minnesota.
Le Lynx l'emporte trois manches à zéro pour les dernières rencontres de Penny Taylor avant sa retraite. Diana Taurasi analyse cet échec sans s'épargner mais juge l'équipe trop faible à l'intérieur : « Je crois que nous avons eu cette faiblesse toute la saison et cela s'est trop ressenti. Nous avons besoin de nous renforcer ». Les performances de Brittney Griner cette saison sont jugées « inégales ».

## Saison 2015
Diana Taurasi ne dispute pas cette saison.
Brittney Griner est suspendue pour les sept premières rencontres de la saison.

## Effectif 2014
Le 15 juin, le Mercury débute face au Lynx la seconde plus longue série de victoires de la ligue avec 16 succès consécutifs, le record restant détenu par les Sparks de Los Angeles en 2001 avec 18 victoires de suite, cette série étant stoppée par le Lynx du Minnesota le 31 juillet. Six journées avant la fin de la saison régulière, le Mercury enregistre sa 24e victoire, une de plus que les précédents records (23-11) de la franchise en 2007 et 2009.
Avec un 29e succès le 17 août 2014 face aux Storm, le Mercury surpasse le record de victoires détenu conjointement avec 28 succès par les Sparks en 2000 et 2001 et le Storm en 2010 et établit un nouveau record de 15 victoires à domicile pour Phoenix,. Toutefois au pourcentage, le Mercury reste devancé par les Comets de Houston (27 victoires-3 défaites en 1998) et les Sparks de Los Angeles (28 victoires-4 défaites en 2000 et 2001) à une époque où les saisons régulières étaient plus courtes.

## Effectif 2013
Corey Gaines est remercié de ses fonctions de coach et de manager général (remplacé par Russ Pennel et Amber Cox) les 8 août 2013 en raison des résultats insuffisants de l'équipe (10 victoires - 11 défaites) malgré le retour de Diana Taurasi et l'arrivée de la rookie Brittney Griner.

## Effectif 2012
Après avoir été suspendue le 2 août 2011 un match pour « conduite préjudiciable à l'équipe », Kara Braxton est échangée avec le Liberty de New York contre Sidney Spencer,. Olayinka Sanni est coupée le 12 août 2011 et remplacée le lendemain par Krystal Thomas.

## Joueuses célèbres
- Ilona Korstine
- Maria Stepanova
- Diana Taurasi
- Penny Taylor

## Entraîneurs successifs

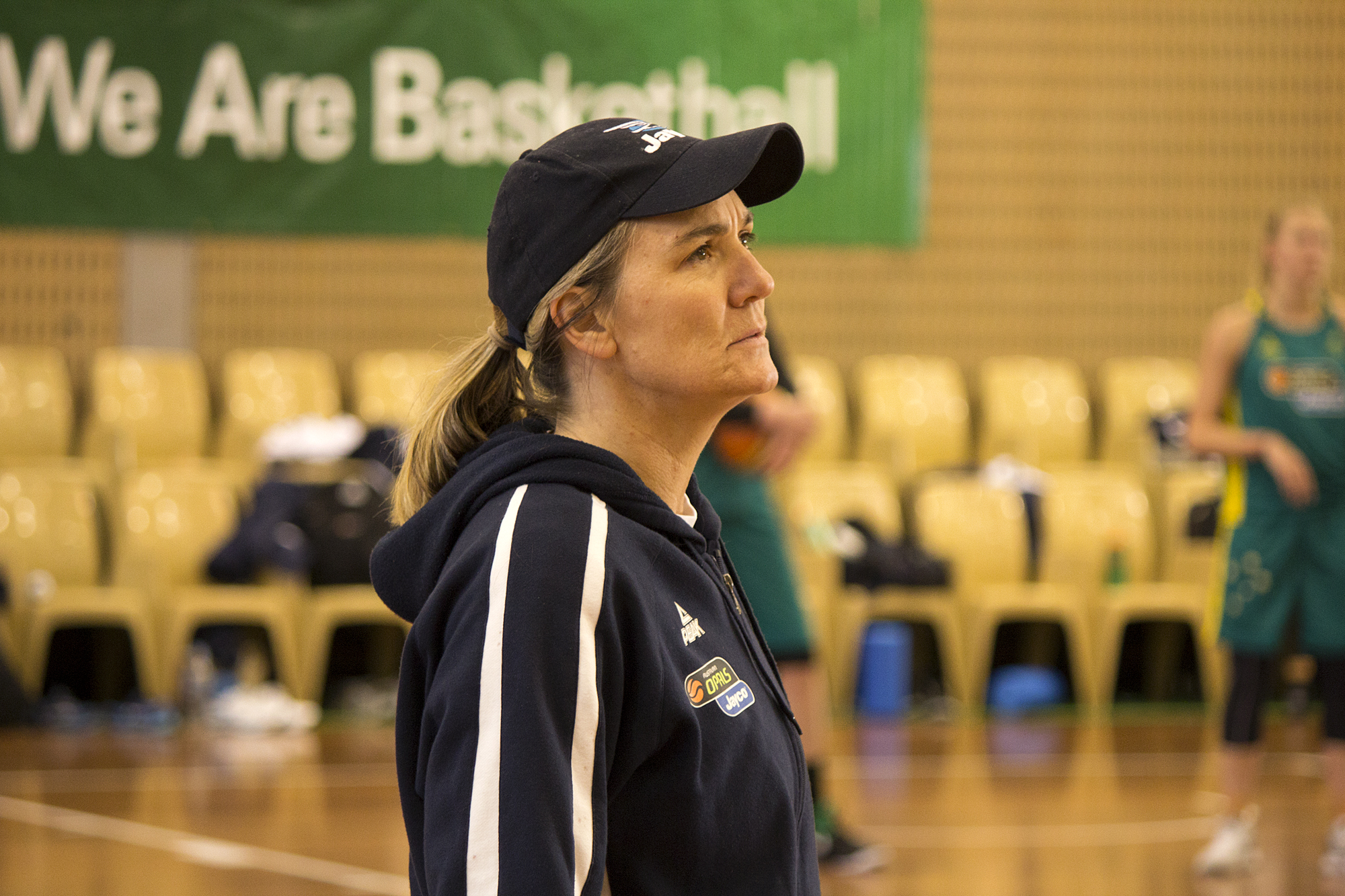
Carrie Graf en 2012 au camp de l'équipe d'Australie.

- 2014- :  Sandy Brondello
- 2013-2013 :  Russ Pennell
- 2008-2013 :  Corey Gaines
- 2006-2007 :  Paul Westhead
- 2004-2005 :  Carrie Graf
- 2003 :  John Shumate
- 2002 :  Linda Sharp
- 2001 :  Cynthia Cooper
- 1997-2000 :  Cheryl Miller